# Piazza del Campo

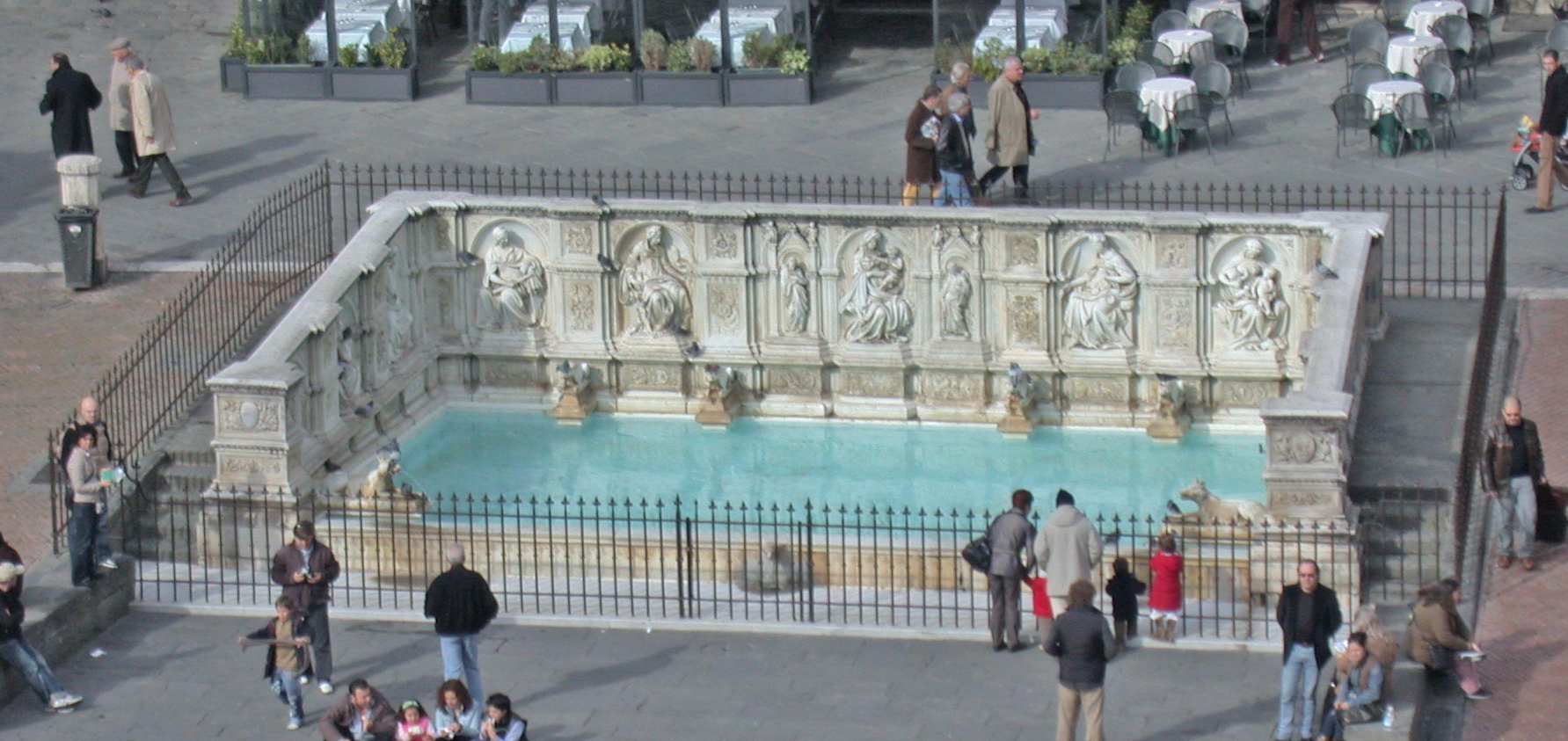
Fonte Gaia

De Piazza del Campo is een schelpvormig stadsplein in het centrum van de Italiaanse stad Siena. Het plein staat wereldwijd bekend om zijn schoonheid en stedenbouwkundig-architectonische zuiverheid en wordt daarom beschouwd als een van Europa's mooiste middeleeuwse pleinen. Veel middeleeuwse straatjes komen uit op het plein.
'Il Campo', zoals ze in de volksmond heet, heeft de ovale vorm van een antiek theater dat oorspronkelijk achter het stadhuis doorliep naar open veld ('Campo' betekent 'veld').
Op het laagste punt van het plein staan het Palazzo Pubblico, stadhuis en museum, en de Torre del Mangia. Vanuit dit centrum is het plein, waaiervormig, ingedeeld in 9 segmenten, als dank en herinnering aan het bestuur van de 'Raad van Negen' (Sieneense gilden) die de stad tussen 1287 en 1355 bestuurden. Dit is te zien aan het karakteristieke plaveisel, gelegd in 1347, dat bestaat uit rode baksteen, afgewisseld met lichte stroken travertijn.
Tegenover het Palazzo Pubblico ligt een openbare fontein: de Fonte Gaia ('fontein van de vreugde'). Deze fontein is het eindpunt van meer dan 30 km aan wateraanvoer via ondergrondse kanalen en aquaducten. Ze werd in 1411 ingewijd. In 1409 ontwierp Jacopo della Quercia een rijk met beeldhouwwerk versierd bekken met beeldreliëfs. Maria en Kind staan centraal met rondom christelijke en wereldlijke deugden, scènes uit het scheppingsverhaal en de ontstaansgeschiedenis van Siena.
Het plein is onder meer bekend omdat hier de Palio delle contrade wordt gehouden, een paardenrace die twee keer per jaar plaatsvindt, op 2 juli en 16 augustus. De Palio is voor Siena zó belangrijk, dat een Italiaans spreekwoord zelfs luidt: "Chi dice Siena, dice Palio", "Wie Siena zegt, zegt Palio". Het wordt gebruikt als twee zaken zo onlosmakelijk met elkaar verbonden zijn, dat men de ene niet zonder de andere kan noemen.